# Vogue
Pour les articles homonymes, voir Vogue (homonymie).
Cet article concerne l'édition féminine américaine du magazine de mode. Pour les autres éditions, voir Condé Nast
Vogue est un magazine américain, un des principaux magazines de mode féminins dans le monde, avec une diffusion supérieure à 1 million d'exemplaires mensuels. Le titre est édité par Condé Nast, basé à New York, et fait l'objet de nombreuses éditions internationales. À l'origine une petite revue mélangeant mode, arts, conseils et chroniques mondaines, Vogue connaît un bouleversement à partir de 1909, date de son rachat par Condé Montrose Nast, qui incorpore au magazine alors bimensuel « cet indispensable chic qui est la marque du magazine » : Condé Montrose Nast en fait une publication composée de mode, de luxe et d'art contemporain.

## Historique

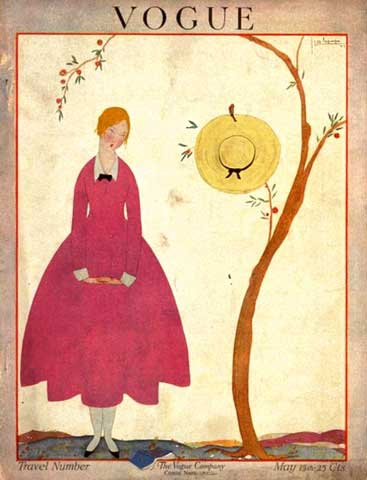
Couverture de Vogue en mai 1917.

### Josephine Redding (1892-1901)
Fondée en 1892 par Arthur Baldwin Turnure, avec l'aide financière de Gertrude Vanderbilt Whitney, Vogue est alors une petite publication hebdomadaire consacrée à la société mondaine new-yorkaise. Josephine Redding en est la rédactrice en chef.

### Marie Harrison (1901-1914)
En 1905, Condé Montrose Nast (en), jeune avocat et éditeur, dit à propos du magazine que « Vogue est le conseiller technique — le consultant spécialisé — de la femme à la mode ». Apres la mort de Arthur Baldwin Turnure en 1906, Condé Montrose Nast reprend en 1909 la publication qui est alors « un petit journal mourant » à court de fonds et de lecteurs, et la développe. Le premier changement est une parution toutes les deux semaines au lieu de chaque semaine. À partir des premières années du rachat, Vogue composé d'illustrations, de critiques, et d'articles de fond mélangeant les arts, la haute couture, la haute société, les conseils mondains, mais également les potins, voit son nombre de pages augmenter. Nast se concentre particulièrement sur un lectorat élitiste, en premier lieu par la couverture du magazine ; il le recentre sur la mode, souhaitant augmenter les publicités. Il voyage en Europe dans les années 1910, il va d'abord en Angleterre puis il se tourne ensuite vers l'Espagne, où il rencontre un échec avec le lancement de l'édition espagnole, et finalement en France en 1920. Le magazine décline un intérêt important pour l'Art nouveau, puis pour l'Art déco dans les décennies suivantes

### Edna Woolman Chase (1914-1951)
Edna Woolman Chase, adepte du style victorien, qui a débuté à la fin du XIXe siècle chez Vogue au « service courrier » pour un emploi temporaire de trois semaines plusieurs années auparavant, devient « managing editor » dans les années 1910 puis rédactrice en chef plus tard. Vogue embauche son premier photographe, le baron Adolf de Meyer et Paris est alors la capitale de la mode et de l'art : les photographies de ces années là seront surtout des « portraits mondains pour incarner une mode parisienne haute couture. » Nast introduit également des photographies d'actrices. Mais la Première Guerre mondiale entraîne la fermeture des maisons de couture françaises. Woolman Chase, fidèle collaboratrice de Nast et avec l'appui du magazine, encourage la création aux États-Unis ; elle sera à l'origine de l'émergence de nombreux stylistes locaux. Pendant la Première Guerre mondiale, le British Vogue est fondé avec succès de l'autre côté de l'Atlantique, avec l'aide du bureau américain ; quatre ans plus tard, ce sera le tour de l'édition française, un succès immédiat. Mais dans les années à venir, la prédominance de la version américaine est totale, et les éditions des autres pays sont souvent très proches en termes de contenu du Vogue américain. Condé Montrose Nast persévère sur la ligne qu'il a installée chez Vogue, « le désir de promouvoir tout ce qui est nouveau en art à la condition que soient réunis le talent et cet indispensable chic qui est la marque du magazine ». Cependant, William Randolph Hearst achète Harper's Bazar en 1913 : ce magazine va devenir le plus féroce concurrent de Vogue dans les années à venir.
Edna Woolman Chase a pour assistante, à partir de 1921, une certaine Carmel White (Carmel Snow), alors presque débutante. Deux ans plus tard, le magazine fête ses trente ans, c'est une étape charnière : Vogue est à cette époque une entreprise internationale solidement établie, avec un magazine devenu célèbre, renommé et influent, ainsi qu'une diffusion multipliée par dix environ en moins de trois décennies. Le magazine a maintenant quelques pages intérieures avec de la couleur, et l'illustration omniprésente est passée de sa fonction annexe servant à simplement… illustrer, pour devenir primordiale ; Lepape, Benito, Carl Erickson, ou de nombreux illustrateurs français ou américains vont être au premier plan chez Vogue. Pourtant, les premiers photographes célèbres, tels Steichen ou Man Ray, investissent de plus en plus les pages du magazine les années suivantes. En 1929, Nast nomme Mehemed Fehmy Agha, dit le Dr Agha, comme directeur artistique : celui-ci va faire évoluer la mise en page du magazine, son contenu, et engagera de nouveaux photographes pour les éditions Condé Nast, encourageant Horst. Il est remplacé au début de la guerre par Alexander Liberman qui va influer de façon considérable sur le contenu et la forme du magazine.
L'omniprésente illustration perd symboliquement son monopole : Vogue publie son numéro de juillet 1932 avec la première couverture réalisée à partir d'une photographie en couleurs : ce sera le début de l'influence de la photographie de mode ; à la fin des années 1930, l'illustration aura pratiquement disparu des couvertures. Le surréalisme investit les pages du magazine. Le Vanity Fair, dans sa version historique datant de 1913 et appartenant également aux éditions Condé Nast, est en échec : il fusionne avec le Vogue en 1936. Mais Vogue perd un peu de sa suprématie face au Harper's Bazaar qui a son âge d'or autour de la Seconde Guerre mondiale ; de la crise de 1929 jusqu'au conflit de milieu de siècle, les ventes baissent globalement, bien que ces deux périodes spécifiques voient augmenter les abonnements, le magazine proposant du rêve aux américaines durant les moments difficiles.
Après la Guerre, l'illustration dans Vogue, ainsi que dans tous les autres magazines de mode, vit ses dernières années de gloire avec, entre autres, les français Marcel Vertès ou René Gruau qui publient leurs dessins dans l'édition américaine. Le magazine, après la victoire des Alliés et la prédominance des Américains, prend une tournure plus internationale, et les séries de photographies de mode sont réalisées partout dans le monde, les voyages en avion se démocratisant.

### Jessica Daves (1952-1963)
Jessica Daves (1894-1974) est nommée au poste de rédactrice en chef, sur les conseils de Chase, en 1952 : celle-ci n'a pas l'apparence habituelle des rédactrices de Vogue. Elle va intégrer l'art au magazine en plus de la mode, et y embaucher Bruce Davidson comme photographe de mode en 1961. Elle va connaître la révolution du prêt-à-porter et y adapter le magazine.
Samuel Irving Newhouse Sr. (en) rachète les Éditions Condé Nast en 1959, et trois ans plus tard, il engage Diana Vreeland, alors chez Harper's Bazaar, pour « apporter un peu d'extravagance » à Vogue.

### Diana Vreeland (1963-1971)
Diana Vreeland devient rédactrice en chef au début de l'année 1963. Elle a Grace Mirabella comme assistante durant plusieurs années. À elles deux, elles vont rapprocher le magazine de la jeunesse puis de la révolution sexuelle. L'illustration, qui vivait ses dernières heures, disparaît presque complètement, à l'arrivée de Vreeland. Tous les plus grands mannequins de l'époque sont dans Vogue : Suzy Parker, Twiggy, Penelope Tree, Veruschka, Lauren Hutton… Le contenu du magazine change d'orientation : la femme glamour, élégante, raffinée, disparaît au profit d'une femme active plus jeune, indépendante, dynamique.

### Grace Mirabella (1971-1988)
En 1973, Vogue américain devient un mensuel. Pendant les années 1970, le magazine publie des photos de jeunes filles, et Nastassja Kinski, alors âgée d'une quinzaine d'années, fera le succès du numéro de Noël 1976.
Sous la direction de Grace Mirabella, entrée chez Vogue dans les années 1950, le magazine sera profondément transformé pour s'adapter aux changements de la société et du mode de vie de ses lecteurs. Dans les années 1970, la mode héritée des années 1960, est plus pratique, et les femmes travaillent. À l'opposé de le réputée Diana Vreeland qu'elle avait remplacé soudainement, surprenant tout le monde, Grace Mirebella réussi en 17 ans de carrière à multiplier par trois le tirage, dépassant largement le million d'exemplaires ; malgré tout, critiquant plusieurs personnalités du domaine de la mode et en conflit avec Alexander Liberman le directeur de rédaction de toutes les publications Condé Nast, elle sera renvoyée, apprenant son licenciement par les informations, personne ne le lui ayant dit. Anna Wintour, plus jeune et arrivant du British Vogue, lui succède.

### Anna Wintour (depuis 1988)

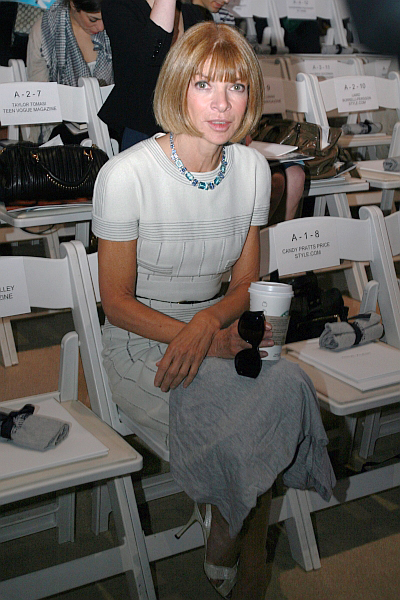
Anna Wintour en 2007.

La rédactrice en chef actuelle de Vogue aux États-Unis est Anna Wintour, considérée comme « la femme la plus influente de la mode ». Elle est assistée de la réputée Grace Coddington. Anna Wintour a inspiré le personnage de la rédactrice-dictatrice du roman Le Diable s'habille en Prada, adapté au cinéma avec Meryl Streep dans le rôle. Les années 1990 voient également l'importance de l'édition américaine s'éclipser en partie, au profit du Vogue Italia repris en main par Franca Sozzani à cette époque et qui devient une référence mondiale. Mais l'édition américaine reste la plus puissante, et elle concurrence Marie Claire, Harper's Bazaar, ou WWD plus corporatiste…
Vogue reflète depuis des décennies les courants artistiques majeurs de son époque, et pas seulement la haute couture. Le magazine se concentre sur la mode haut de gamme et la haute société depuis son origine. Ses lectrices ont un pouvoir d'achat en général supérieur à celles des autres journaux. « Le Vogue américain, c'est la bible pour les acheteurs » des magasins de prêt-à-porter de luxe, comme Barneys ou Henri Bendel, explique Marie Saeki, directrice d'une agence new-yorkaise de relations publiques travaillant avec de jeunes stylistes. Pour les mannequins, faire la couverture reste une « marque d’approbation ». Mais depuis 2001 et la récession des revenus publicitaires aux États-Unis, Vogue consacre de plus en plus ses couvertures aux célébrités, abandonnant peu à peu les top models. Pour 2011, le tout-puissant magazine est acheté mensuellement par 1,3 million de lecteurs.
Le numéro de septembre de l'édition américaine, appelé The September issue, est traditionnellement le plus gros tirage de l'année en nombre de pages et en nombre d'exemplaires, avec un record établi en 2007 de 840 pages, dont 727 de publicité ; cette édition donnera deux ans plus tard le documentaire The September Issue. Mais en septembre 2012, pour les 120 ans du magazine, Vogue réalise un nouveau record mondial en proposant 916 pages dont 658 de publicités,, et un poids total de 2,4 kilos. Lady Gaga fait la couverture. Trois ans plus tard, Beyoncé, qui, fait exceptionnel, refuse d'accorder une interview au magazine américain, se trouve être la couverture de cet « événement » de 832 pages.
De nos jours, du fait de sa notoriété, Vogue est le plus puissant des magazines de mode. Il influence, à l'échelle mondiale, les tendances mais aussi les réputations. Malgré tout, même si le prestige reste présent, celui-ci perd clairement en influence depuis plusieurs années. En premier lieu parce que la baisse continuelle des ventes rend Vogue encore plus dépendant des publicitaires, présentant encore moins de contenu indépendant. De plus, les réseaux sociaux accélèrent les réactions des consommateurs, permettent un renouvèlement incessant des tendances et donnent une interaction qu'aucun magazine ne peut offrir. Vogue maintient toutefois sa position face aux autres magazines par son investissement dans des évènements tels le Vogue Fashion Festival, réunissant de nombreux créateurs de mode, la Vogue Fashion Night Out depuis 2009 dans une trentaine de pays, le Met Gala ou encore son financement du CFDA.
Le dimanche 23 juin 2024, Vogue privatise la place Vendôme à Paris pour un spectacle de 45 minutes intitulé Vogue World célébrant 100 ans de mode française et les Jeux olympiques. Le spectacle proposé par Anna Wintour est mal reçu par la presse française. Le Monde évoque « un spectacle gloubiboulguesque » aussi qualifié comme « indigeste ». Le Figaro le trouve « lunaire » et rempli de « beaucoup de clichés »[pertinence contestée].